# پیز ویال
پیز ویال (به لاتین: Piz Vial) یک کوه در سوئیس است که در کانتون گراوبوندن واقع شده‌است. پیز ویال ۳٬۱۶۸ متر بالاتر از سطح دریا واقع شده‌است.